# Transferkanüle

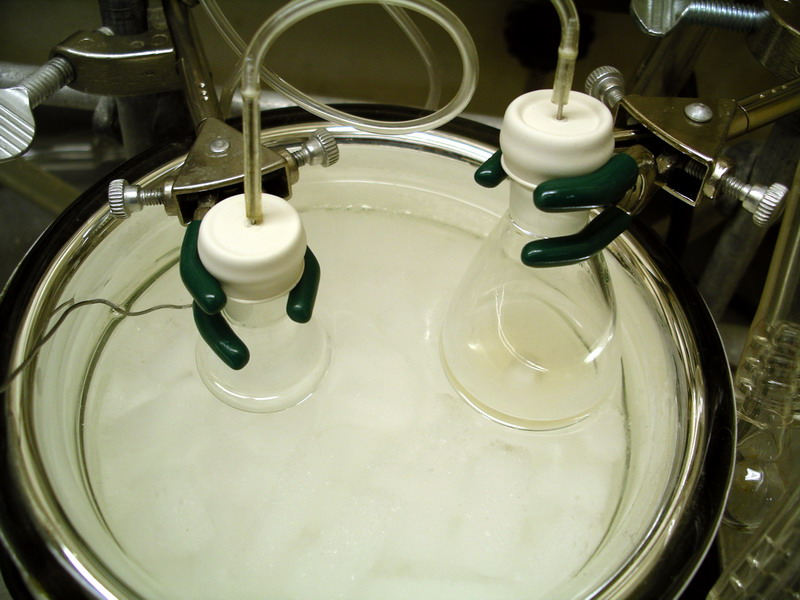
Transfer von THF mittels einer Transferkanüle von dem Kolben auf der rechten in den Kolben auf der linken Seite

Eine Transferkanüle dient im Labor dem Transfer von Flüssigkeiten unter Ausschluss der Atmosphäre von einem Gefäß in ein anderes. Vor allem größere Flüssigkeitsmengen können so komfortabel transferiert werden.
Es gibt verschiedene Ausführungen von Transferkanülen. Bei der Verbreitetsten handelt es sich um eine an beiden Seiten schräg geschnittene Stahlkapillare, weiterhin gebräuchlich sind Teflonschläuche, die entweder ebenfalls an beiden Seiten schräg abgeschnitten sind, oder über spezielle Kanülen verbunden werden (siehe Bild).

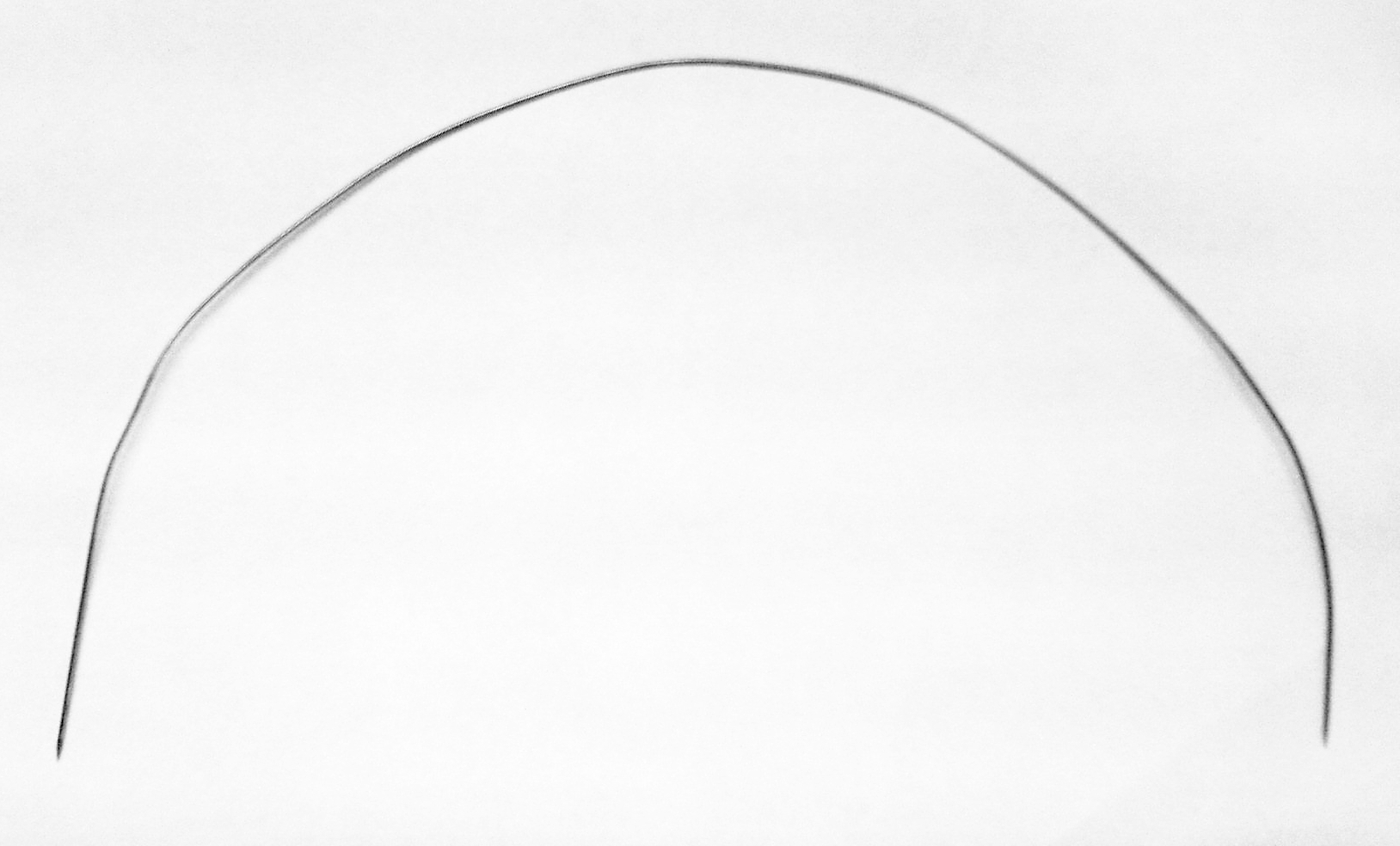
Stahl-Transferkanüle

Um die Flüssigkeit zu transferieren, werden beide Kolben mit einem Septum (Durchstichgummi) verschlossen. Die Kolben werden mit der Transferkanüle verbunden, so dass diese in die zu transferierende Flüssigkeit eintaucht. An dem Kolben mit der Flüssigkeit muss, zum Beispiel durch einen mit Inertgas gefüllten Ballon, ein Überdruck aufgebaut werden. Damit die Flüssigkeit nun in den anderen Kolben gelangen kann, muss sich dort der Druck abbauen können. Dazu wird beispielsweise einfach eine Kanüle durch das Septum gestochen. Auch ist es möglich einen Unterdruck auf dieser Seite anzulegen.

## Galerie

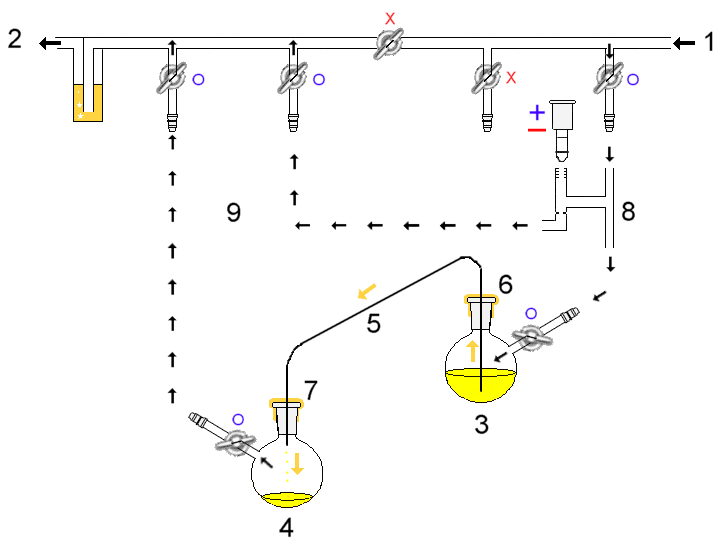
Cannula: intra-bleed valve
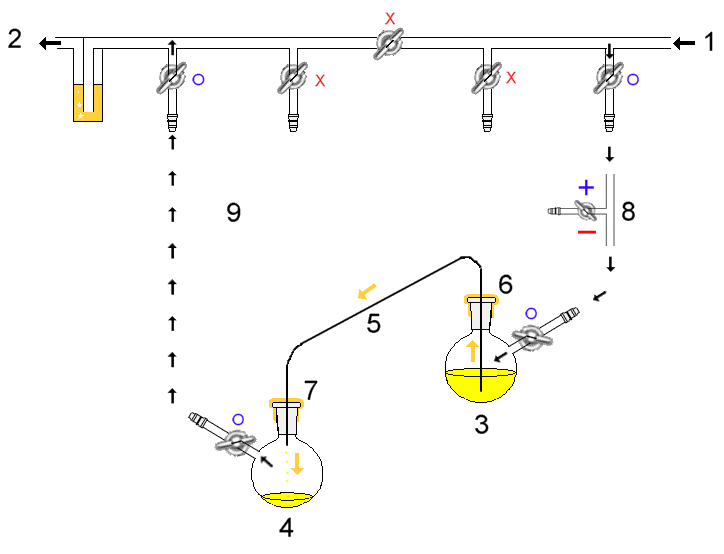
Cannula: extra-bleed valve
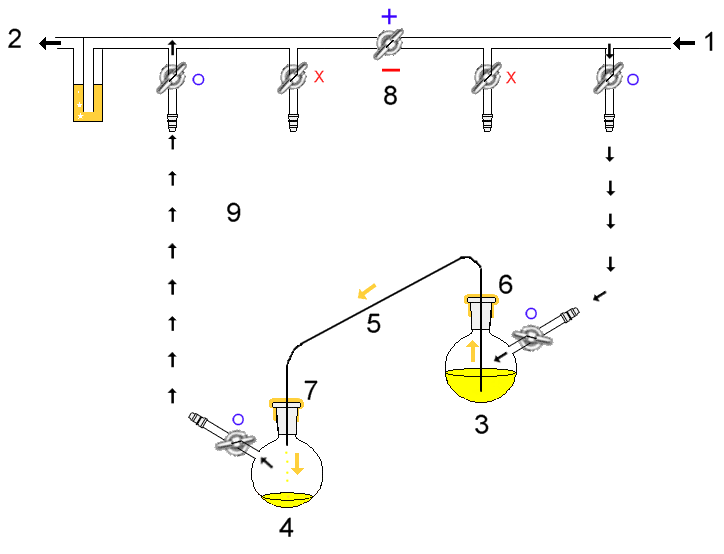
Cannula: (Simple) no bleed valve
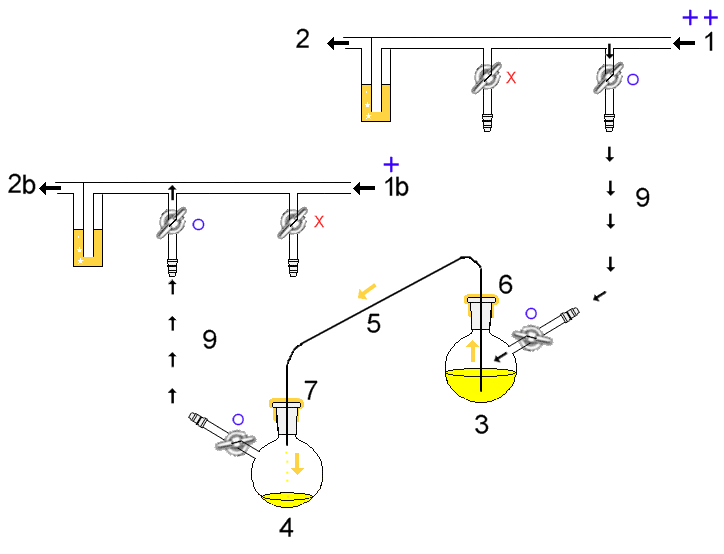
Cannula: two manifold system
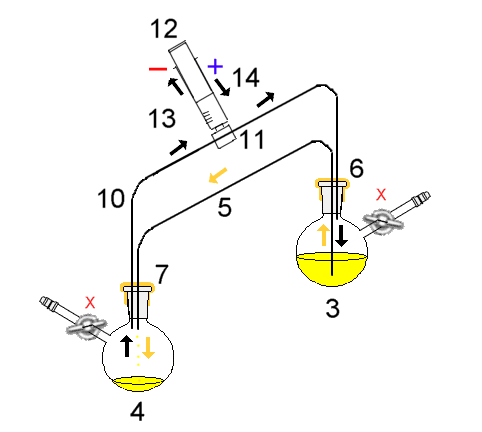
Cannula: syringe valve

Möglichkeiten des Einsatzes einer Transferkanüle:
1: Druckzufuhr (Gaseinlass) 2: Druckablass (Blasenzähler, orange) 3: Höher gelegener Kolben mit zu transferierender Flüssigkeit (gelb) 4: Niedriger gelegener Kolben zur Flüssigkeitsaufnahme / transferierte Flüssigkeit (gelb) 
5: Transferkanüle 6: Septum (orange) auf dem Vorratskolben 7: Septum (orange) auf dem Reaktionskolben 8: Druckkontrolle Regulator/Küken
9: Schlauch (Der Übersichtlichkeit halber nicht dargestellt, die Pfeile deuten den Gasverlauf an) 10: Gaskanüle 11: Zweiwegehahn zum Verschließen der Gaskanüle 12: Gasdichte Spritze 
13: Gas/Druck aus Kolben 3 14: Gas/Druck in Kolben 4
O = Offener Hahn; X = Geschlossener Hahn; Schwarzer Pfeil = Richtung des Gasstroms, Oranger Pfeil = Richtung des Flüssigkeitslaufes